# 亨利·毕彻
亨利·毕彻（英語：Henry Monroe "Hank" Beachell，1906年9月21日—2006年12月13日），美国植物育种学家，致力于研究发展水稻杂交品种，帮助全世界数百万人摆脱了饥饿。生于内布拉斯加州韦弗利，从内布拉斯加大学林肯分校获得学士学位，堪萨斯州立大学获得硕士学位，在得克萨斯州为美国农业部工作，开发出9个水稻品种，1963年退休后在國際稻米研究所工作，1964年开发出高产的IR8水稻品种，1966年由国际水稻研究所推广，将亚洲水稻产量从亩产1至2吨，提升至了亩产4至5吨，在绿色革命起到了重要作用，被称为是水稻改良历史上最为重要的人物。1987年获日本国际奖，1996年获世界粮食奖。